# Lotte World Tower

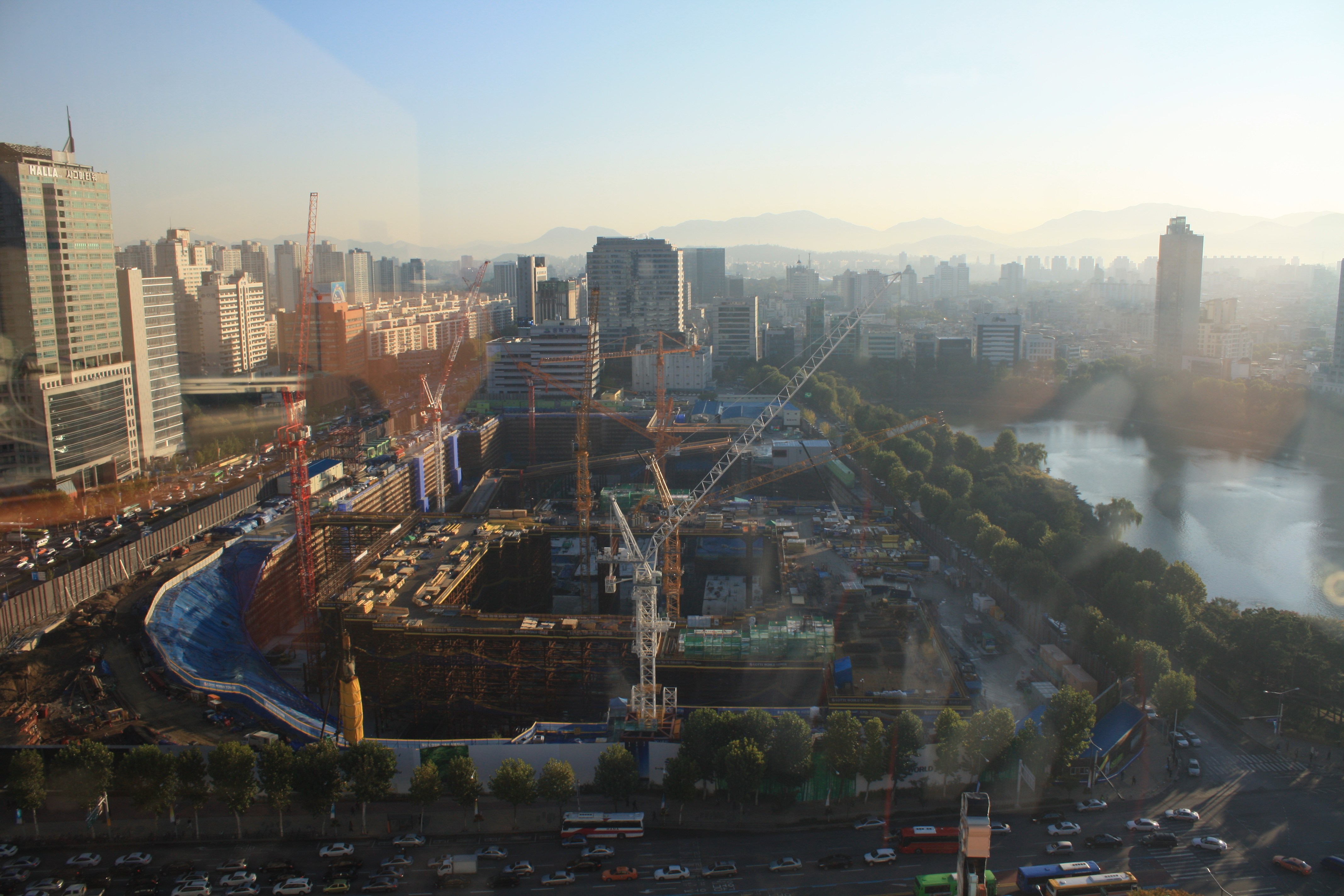
Будівельний майданчик у жовтні 2011 року

Lotte World Premium Tower — хмарочос в Сеулі, Південна Корея. Висота 123-поверхового хмарочосу становить 555 метрів. Будівництво було розпочато в 2011 і завершилось в березні 2016 року. Його відкрили для громадськості 11 квітня 2017 року.
На даний час він є найвищою будівлею в Південній Кореї і 5-м найвищим будинком у світі.